# Eurygeniinae
Eurygeniinae es una subfamilia de coleópteros polífagos pertenecientes a  la familia Anthicidae. Es originario de América.

## Géneros
- Eurygenius - Macratriomima - Pogonoceromorphus - Pseudobactrocerus - Stereopalpus - Telesinus - †Oisegenius ...